# Margrit Straßburger
Margrit Straßburger (* 28. August 1958 in Dresden) ist eine deutsche Schauspielerin, Chanteuse, Synchron- und Hörspielsprecherin.

## Leben
Margrit Straßburger ist die Tochter des Regisseurs und Theaterleiters Helmut Straßburger und der Balletttänzerin Erika Straßburger. Ihr Bruder Frank ist Musiker. Straßburger wuchs in Berlin auf, wo sie von 1976 bis 1980 die dortige Hochschule für Schauspielkunst „Ernst Busch“ absolvierte. Im Anschluss an ihre Ausbildung hatte sie ein bis 1988 dauerndes Engagement an der Volksbühne. Hier spielte sie unter anderem im Biberpelz von Gerhart Hauptmann, in William Shakespeares Komödie Was ihr wollt, die Eve im Zerbrochnen Krug von Heinrich von Kleist oder als Pauline Piperkarcka in Hauptmanns Die Ratten. Für ihre Rolle der Mieze in Berlin Alexanderplatz nach dem gleichnamigen Roman von Alfred Döblin erhielt Straßburger 1982 den Kritikerpreis. Weitere Stationen ihrer Bühnenlaufbahn waren die Wuppertaler Bühnen sowie in Hamburg das Ernst-Deutsch-Theater, die Kammerspiele und die Komödie Winterhuder Fährhaus.
Daneben tritt Straßburger immer wieder mit verschiedenen Soloprogrammen vor ihr Publikum, beispielsweise mit Chansons aus den 1920er-Jahren, mit Monodramen über das Leben von Giacomo Casanova und Maria Stuart, mit Texten von Heinrich Heine oder Johann Wolfgang von Goethe.
In den 1980er-Jahren war Margrit Straßburger gelegentlich auf dem Bildschirm zu sehen, so in den Serien Polizeiruf 110 und Der Staatsanwalt hat das Wort.  Wesentlich umfangreicher ist ihre Arbeit als Synchronsprecherin. In Filmen und Serien leiht sie bekannten Kolleginnen wie Emily Baldoni, Mimsy Farmer, Pauline Quirke oder Bess Armstrong ihre Stimme. In der Vergangenheit hat Straßburger auch als Hörspielsprecherin gearbeitet, unter anderem in mehreren Folgen der kommerziellen Reihe Conni.

## Filmografie (Auswahl)
- 1983: Schauspielereien (Fernsehserie, 1 Folge)
- 1983: Der Biberpelz (Fernsehfilm)
- 1983: Polizeiruf 110: Eine nette Person (Fernsehreihe)
- 1983: Spinnefix (Fernsehfilm)
- 1984: Mit vierzig hat man noch Träume (Fernsehfilm)
- 1985: Der Staatsanwalt hat das Wort (Fernsehserie, 1 Folge)
- 1985: Meine Frau Inge und meine Frau Schmidt
- 1985: Zahn um Zahn – Die Praktiken des Dr. Wittkugel (Fernsehserie, 1 Folge)
- 1986: Der Bärenhäuter

## Synchronarbeiten (Auswahl)
- 1975: Mietta Albertini in Der Weg der Arbeiterklasse ins Paradies
- 1984: Natalja Wawilowa in Der Lehrling des Medicus
- 1985: Soledad Miranda in Rocco – der Mann mit den zwei Gesichtern
- 1985: Katarzyna Figura in Vorsehung
- 1986: Hiroko Yakushimaru in Die Legende von den acht Samurai
- 1987: Vera Glagoleva in Ein Regenschirm für Verliebte
- 1993: Annie Potts in Sugarbaker's (TV-Serie)
- 1995: Rosalind Chao in Ein mörderischer Seitensprung
- 2002: Julie Hagerty in Behind the Badge – Mord im Kleinstadtidyll
- 2003: Kata Dobó in Out For A Kill: Tong Tatoos – Das Tor zur Hölle
- 2006: Samantha Mathis in Séance – Nachrichten aus dem Jenseits
- 2008: Pauline Quirke in David Copperfield
- 2008: Karen Meagher in Die Scharfschützen (Ep. Fremde Heimat)
- 2009: Claudie Blakley in Lark Rise to Candleford (TV-Serie)
- 2011: Kari Matchett in Civic Duty
- 2012: Diana Lorys in Nightmares Come at Night
- 2013: Noémie Lvovsky in Camille – Verliebt nochmal!
- 2013: Emily Baldoni in Coherence
- 2014: Barbara Crampton in The Last Survivors
- 2015: Mimsy Farmer in Das Parfüm der Dame in schwarz
- 2015: Juliette Binoche in Tausendmal gute Nacht
- 2016: Lia Williams in The Crown (TV-Serie)
- 2016: Nichola McAuliffe in Victoria (TV-Serie)
- 2017: Fenella Woolgar in Harlots – Haus der Huren (TV-Serie)
- 2020: Pilar Bardem in Blue Eyes of the Broken Doll

## Theater
- 1985: John Millington Synge: The Playboy of the Western World – Regie: Ursula Karusseit (Volksbühne Berlin)

## Hörspiele (Auswahl)
- 1987: Budenzauber in der Ackergasse – Autor: Wilhelm Hampel – Regie: Manfred Rafeldt
- 1989: Nach Tübingen oder Lauf, Friedrich, lauf! – Autor: Frank Werner – Regie: Hans Rosenhauer
- 1990: Die Konquistadoren – Autor: Jens Sparschuh – Regie: Hans Rosenhauer
- 1992: Kurzschluß – Autor: Harald Tondern – Regie: Uwe Storjohann
- 1993: König, Turm und Dame – Autorin: Christina Calco – Regie: Hans Rosenhauer
- 1993: Lütt – Autor: Wolfgang Sieg – Regie: Jochen Schütt
- 1995: Tod in der fünften Position – Autor: Gore Vidal – Regie: Corinne Frottier
- 1995: Niederlage – Autorin: Doris Gercke – Regie: Corinne Frottier